# Dag Holmen-Jensen
Dag Holmen-Jensen, född 16 maj 1954, är en norsk tidigare backhoppare som tävlade internationellt från 1979 till 1983. Han representerade Bærum Idrettslag och Fossum Idrettslag.

## Karriär
Dag Holmen-Jensen startade i sitt första norska mästerskap 1975 då han blev nummer 9 i Skuibakken i Bærum. 1976 vann han en bronsmedalj i normalbacken i Fåvang. Det blev hans bästa placering under de norska mästerskapen.  
Holmen-Jensen debuterade internationellt i Världscupen i backhoppning|världscupen första säsongen den arrangerades. Hans första tävling var öppningstävlingen i tysk-österrikiska backhopparveckan, som ingick i världscupen, i Schattenbergschanze i Oberstdorf i dåvarande Västtyskland. Holmen-Jensen blev nummer 45 i sin första internationella tävling. Holmen-Jensen vann den sista deltävlingen i andra säsongen av världscupen, i Planica i dåvarande Jugoslavien, 22 mars 1981. Dag Holmen-Jensen blev nummer 17 sammanlagt i andra upplagan av världscupen. Säsongen efter, 1981/1982, blev han också nummer 17 sammanlagt. Han blev dessutom nummer 8 totalt i backhopparveckan samma säsong. Holmen-Jensen hade 11 placeringar bland de 10 bästa i deltävlingar i världscupen. Förutom segern i Planica, tog Holmen-Jensen en fjärdeplats i stora backen i Lahtis i Finland 7 mars 1981. Finland vann en dubbel i tävlingen genom Jari Puikkonen och Matti Nykänen. Holmen-Jensens sista tävling i världscupen var deltävlingen i hemmabakken i Bærum 11 mars 1983. Han blev nummer 7 i sista världscuptävlingen.
Dag Holmen-Jensen deltog i VM i skidflygning 1981 i Heini Klopfer-backen i Oberstdorf. Tävlingen vanns av Jari Puikkonen från Finland före Armin Kogler från Österrike och Tom Levorstad från Norge. Holmen-Jensen blev nummer 16.
Holmen-Jensen deltog i sitt sista norska mästerskap i Kongsberg 1984. Där blev han nummer 12 i normalbacken. Sedan avslutade han sin backhoppningskarriär.